# Fantic Motor
Fantic Motor je italijanski proizvajalec motornih koles. Podjetje je bilo ustanovljeno leta 1968, proizvajali so enduro, motokros in minimoto motocikle, go-karte, kasneje pa tudi dual sport, trial in supermoto motocikle.